# Cantonul Saint-Chaptes
Cantonul Saint-Chaptes este un canton din arondismentul Nîmes, departamentul Gard, regiunea Languedoc-Roussillon, Franța.

## Comune
- Aubussargues
- Baron
- Bourdic
- Collorgues
- Dions
- Foissac
- Garrigues-Sainte-Eulalie
- La Calmette
- La Rouvière
- Montignargues
- Moussac
- Sainte-Anastasie
- Saint-Chaptes (reședință)
- Saint-Dézéry
- Saint-Geniès-de-Malgoirès
- Sauzet